# Marcus Leifby
Pierre Marcus Leifby, född den 25 september 1979 i Älmhult i Småland, är en svensk sportjournalist och bloggare för tidningen Sportbladet. Under 2012 var han huvudpersonen i Aftonbladets webbdokumentärserie Leifbys Big Ten. Leifby refererar ofta från olika idrottsevenmang live via en chatt. 
Sedan 2016 medverkar han i sportpodden Snett inåt bakåt.